# Алексеев, Дмитрий Юрьевич
Дмитрий Юрьевич Алексе́ев (род. 11 мая 1974, Владивосток) — российский бизнесмен, совладелец и президент группы компаний DNS, один из её основателей.
Входит в список 200 богатейших бизнесменов России по версии журнала Forbes, в рейтинге 2021 года занял 154 позицию с состоянием 750 млн долларов. «Восток-Медиа» назвал его богатейшим человеком Приморья в 2020 году

## Биография
Дмитрий Алексеев родился 11 мая 1974 года во Владивостоке. Учился в средней образовательной школе № 56 г. Владивостока. Окончил её в 1991 году и поступил в Дальневосточный государственный университет на кафедру гидроакустики. В 1998 году получил диплом инженера-электрика. Сам себя называет программистом.
Со второго курса начал работать с компьютерами в вычислительном центре университета.
«Просто в 80-е, когда я начал разбираться, компьютеры были только в больших вычислительных центрах. В частности, у нас в институте. Я работал со 2-го курса на ВЦ, чтобы добраться до компьютеров, что-то там поделать», — рассказывал про начало своего пути Дмитрий Алексеев в интервью Youtube-каналу «Русские норм!».
Затем Дмитрий Алексеев устроился на работу техническим специалистом в коммерческую компанию, где занимался сетевой интеграцией.
В 1998 году, через 2 года после выпуска из университета, Алексеев с партнёрами, в числе которых Юрий Карпцов, также член рейтинга Forbes (161 место, состояние — $750 млн), основал компанию DNS. Бизнесмены делали упор на торговлю компьютерными комплектующими, формат супермаркета с открытой выкладкой и интеграцией с интернетом.. На сегодняшний день компания стала лидером цифрового ритейла России с более чем 2000 магазинов по всей стране (в 2021 открылся первый магазин в Казахстане). Компания развивает товары собственной торговой марки (СТМ). В 2021 году их доля составляла 15-20 % от общего ассортимента.

## Образование
В 1996 году окончил Дальневосточный государственный университет по специальности инженер-электрик..
В 2003 году окончил юридический факультет Дальневосточного государственного университета.
В 2009 году получил степень МВА Высшей школы бизнеса МГУ..

## Состояние
Дмитрий Алексеев вошёл в список «200 богатейших бизнесменов России — 2021» по версии журнала Forbes. Он расположился на 154 месте с состоянием в 750 млн долларов. Годом раннее он занимал 179 место с заработком в 500 млн долларов.
Известно, что он владеет 44,35 % акций сети электроники DNS. Согласно исследованию издания «Восток-Медиа», в активы Алексеева также входят:
- ООО «Авиаполис Янковский»;
- ООО «Квант Ритейл»;
- ООО «Инвест Строй»;
- ООО «Инвест Рент»;
- АО «Технопоинт»;
- ООО «ДНС Групп»;
- «Приморский фонд развития»;
- ООО «Восток Центр»;
- ООО «Квант Ритейл»;
- ООО «Центр Развития Робототехники»;
- ООО «СЗ „ДНС ДЕ-ФРИЗ“»;
- ООО «Ронда Софтваре».[1].

## Политическая деятельность
В 2019 году Дмитрий Алексеев заявил на своей странице в Facebook о вступлении в Партию Роста. Бизнесмен разделяет идеи Роста, эволюционный подход и принцип партии «к Демократии через Экономику».. В 2020 году на съезде он был избран в Федеральный политический совет Партии Роста.
Алексеев заявляет о том, что политических амбиций у него нет, а вступление в партию связывает с желанием выйти за рамки общественной деятельности. В 2018 году активисты из Владивостока, среди которых был Дмитрий Алексеев, создали движение «ПравоНаВыборы» и разработали одноимённое приложение для наблюдателей выборов.. В своём видеообращении Алексеев призывал жителей Приморского края проявить гражданскую позицию и стать наблюдателями на повторных выборах губернатора.

## Общественная деятельность
В 2017 году бизнесмен анонсировал открытие общественного пространства во Владивостоке. Эта идея пришла к нему после комментария блогера-урбаниста Ильи Варламова, который не раз высказывался о Владивостоке, как о «городе для машин». Нагорный парк был открыт 2 июня 2021 года. Первый этап стройки обошёлся в 120 млн рублей, второй — около 130 млн. Весь проект был реализован за счёт Алексеева и его коллег из DNS.
В 2020 году Дмитрий Алексеев высказался в защиту члена-корреспондента РАН директора Института проблем морских технологий (ИПМТ) РАН Александра Щербатюка, против которого было возбуждено дело о злоупотреблении должностными полномочиями.
В 2021 Алексеев поручился за депутата Артема Самосонова, задержанного по подозрению в совершении «иных действий сексуального характера в отношении лица, не достигшего 14-летнего возраста».

## Семья
Дмитрий Алексеев женат. Его супруга работает врачом-хирургом.
Брат Дмитрия Даниил Юрьевич Алексеев — кандидат политических наук, доцент кафедры политологии ВИ-ШРМИ ДВФУ, автор романов в жанре фэнтези.
В 2004 году родился сын Кирилл Дмитриевич Алексеев. Окончил МБОУ «Гимназия № 1» города Владивостока в 2022 году. В этом же году поступил в МГТУ им. Н. Э. Баумана на факультет информатики и систем управления (Информатика, искусственный интеллект и системы управления).